# Amanite vaginée

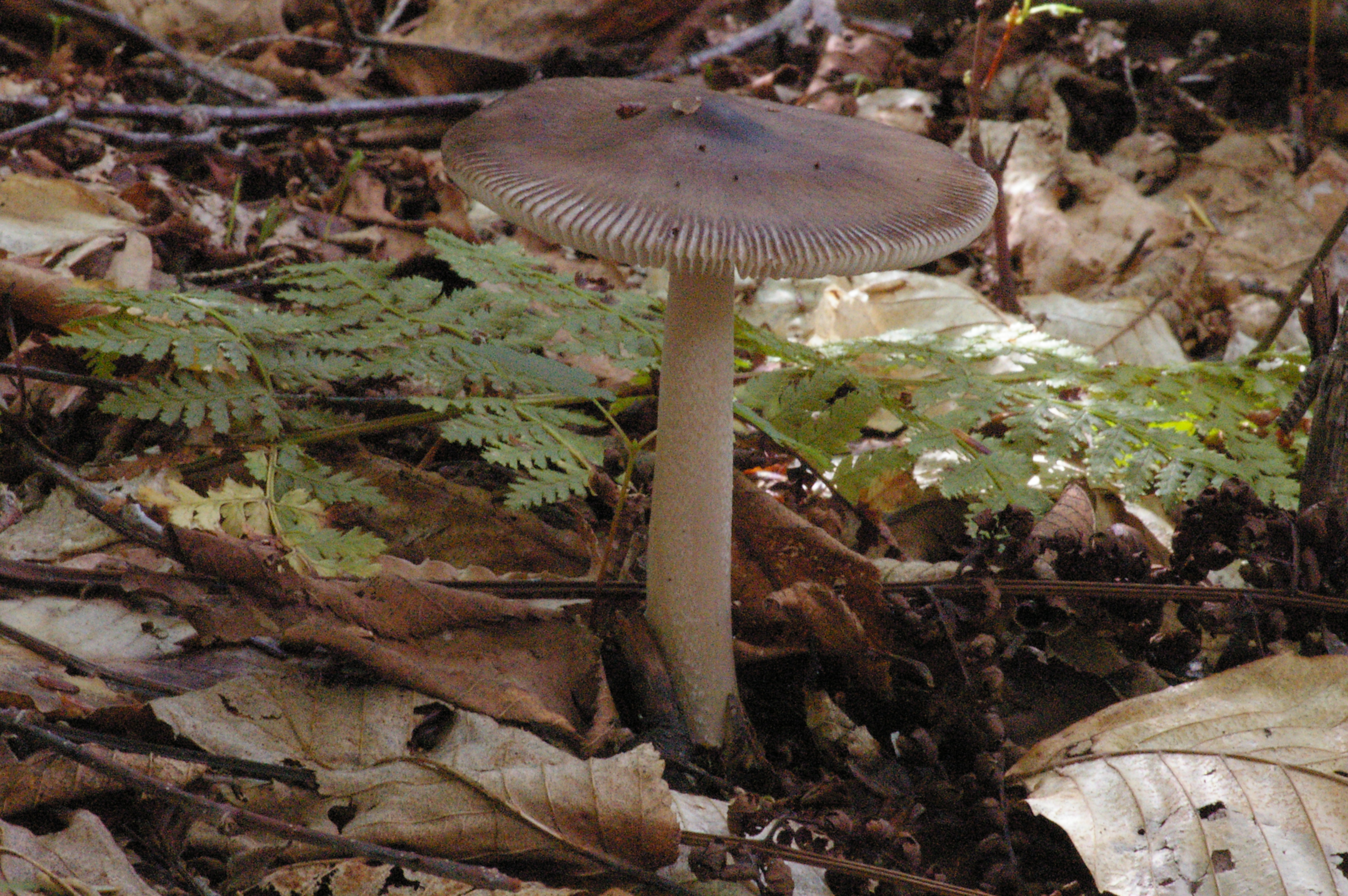
Amanita vaginata, spécimen adulte

Amanita vaginata
Pour les articles homonymes, voir Grisette (homonymie).
Espèce
Amanita vaginata, l'Amanite vaginée, Amanite à étui, Amanite engainée, Grisette ou encore Coucoumelle est une espèce de champignons basidiomycètes comestibles du genre Amanita de la famille des Amanitacées.
Elle est l'espèce type des amanites sans anneau, naguère classées dans le sous-genre Amanitopsis, actuellement placée dans la section vaginae du sous genre amanita strictu senso.

## Étymologie
En référence à la forme caractéristique de sa volve, le qualificatif "vaginée" est un calque du latin scientifique vaginata, "engainée", lui-même tiré du latin vagina, "fourreau",  dont sont issus les doublets français gaine et vagin.
Les amanites vaginées au sens large recouvraient plusieurs champignons différents: on parlait d'Amanita vaginata forma grisea, f. plumbea, f. fulva, var. livida etc. Ces formes ont été érigées (ou non) au rang d'espèces distinctes et le Comité des noms français de la Société mycologique de France a tranché : désormais "Amanite vaginée" ne s'applique qu'à la forme grise, les autres espèces s'appellent Amanite argentée, Amanite fauve etc.

## Taxonomie

### Nom binominal accepté
Amanita vaginata (Bulliard) Lamark 1783

### Synonymes
- Agaricus plumbeus Schaeff. 1774
- Agaricus plumbeus var. plumbeus Schaeff. 1774
- Agaricus vaginatus Bull. 1783
- Agaricus vaginatus var. griseus DC. 1815
- Amanita livida Pers. 1797

## Description du sporophore
Son chapeau mesure de 5 à 10 cm, est campanulé puis étalé et légèrement umboné, gris métallique, portant parfois un ou deux lambeaux de voile ; sa marge est mince, pectinée sur près d'un centimètre.
Ses lames sont peu serrées, inégales, blanches, de même que la sporée.
Le stipe (pied) mesure de 10 à 15 cm, est élancé, séparable, creux, blanchâtre, sans anneau ; la volve est blanche, en étui, engainante et fragile, voire fugace.
La chair est blanche, mince, fragile sans odeur ni saveur.

## Habitat
Très commune sous toutes latitudes tempérées, l'Amanite vaginée grise vient en été et au début de l'automne aussi bien sous feuillus que sous conifères.

## Comestibilité
Les Amanites vaginées, brunes ou grises d'ailleurs, sont comestibles bien cuites, quoique peu charnues et de goût peu prononcé, un peu terreux. La présence d'hémolysines les rend, comme les amanites rougissantes, toxiques crues.
Ce sont par ailleurs des champignons très fragiles qu'on veillera, comme les coprins par exemple, à rapporter dans des conditions optimales, sans les tasser, et à cuisiner rapidement.
L'espèce a une forte capacité de concentration du césium 137.

## Espèces proches et confusions possibles
Les espèces proches sont les autres amanites sans anneau, voisines en couleur comme Amanita argentea ou Amanita lividopallescens - ou bien moins, telles Amanita fulva, Amanita crocea.
Pour les débutants, il y a des risques de méprise, sans grand danger, avec des volvaires qui ne portent pas non plus d'anneau (notamment avec Volvaria speciosa), voire avec des agarics dont pourtant, comme les volvaires, les lames deviennent roses.
Plus dramatiques sont les confusions avec des formes claires de l'amanite phalloïde : on retiendra le chapeau gris métallique, jamais verdâtre, de l'Amanite vaginée, sa marge fortement striée, sa volve en sac, engainante, et bien sûr l'absence d'anneau.

## Sources
Cette espèce est décrite dans la plupart des ouvrages de vulgarisation, notamment :
- Champignons du Nord et du Midi, tome I/IX, André Marchand, Hachette 1971,  (ISBN 84-499-0649-0).